# Unisound

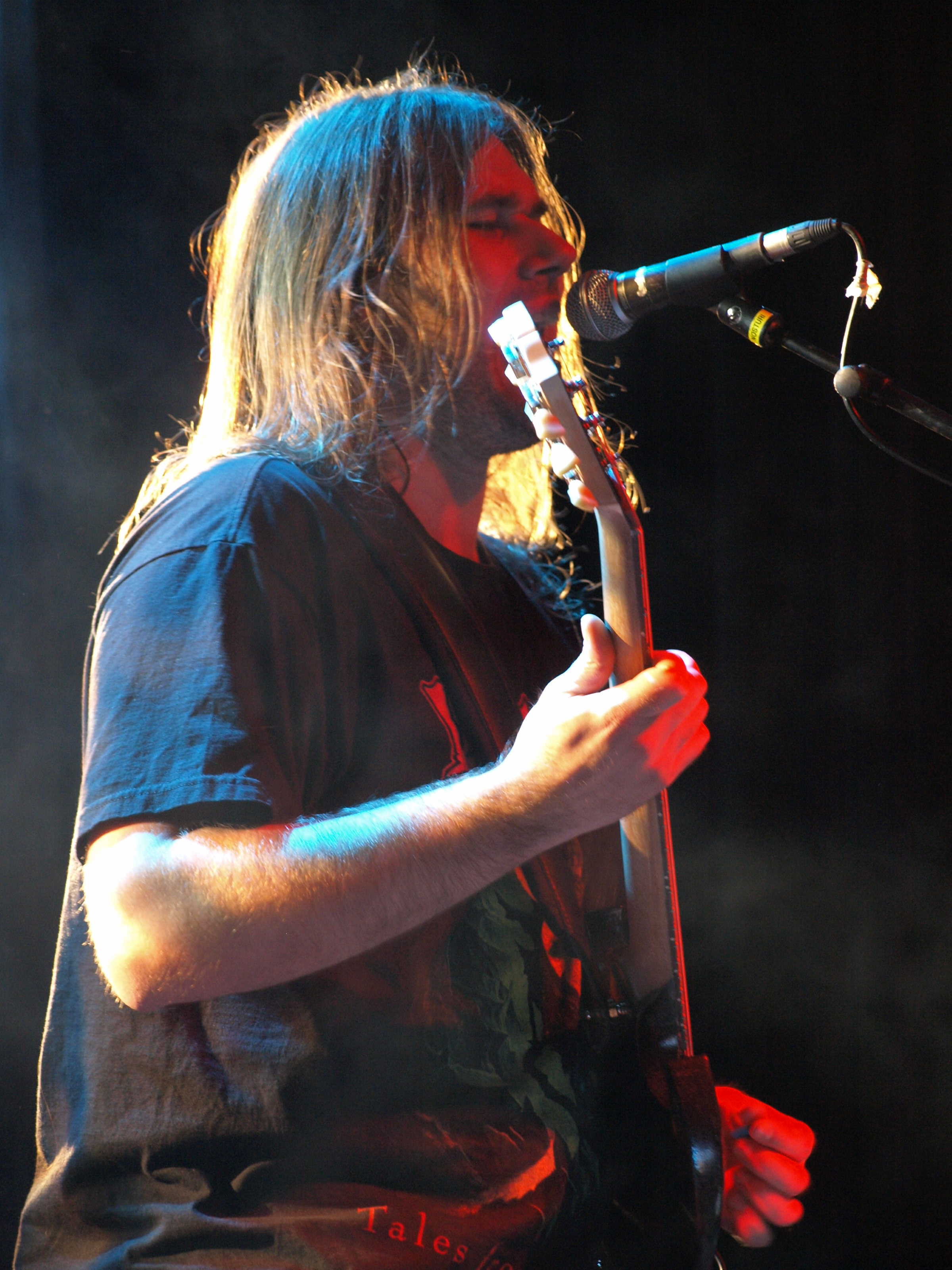
Dan Swanö

Unisound är en inspelningsstudio i Örebro som ägs och drivs av Dan Swanö. Swanö startade studion år 1993. Innan dess hade han spelat in flera demor på enklare inspelningsapparater med 4 och 8 kanaler. Från början hade studion namnet Gorysound, men den bytte senare namn till Unisound. Tidigare gjorde Swanö inspelningar i studion, men på senare tid har han kommit att fokusera enbart på mixning och mastering.

## Diskografi
Nedan följer ett urval av album som spelats in, mixats eller mastrats i Unisound. För en mer komplett lista, se studions officiella hemsida.
| År   | Band              | Album                         |
| ---- | ----------------- | ----------------------------- |
| 1992 | Marduk            | Dark Endless                  |
| 1993 | Dissection        | The Somberlain                |
| 1993 | Edge of Sanity    | Spectral Sorrows              |
| 1993 | Katatonia         | Dance of December Souls       |
| 1993 | Marduk            | Those Of The Unlight          |
| 1993 | Millencolin       | Use Your Nose                 |
| 1993 | Nasum             | Blind World                   |
| 1994 | Dark Funeral      | Dark Funeral                  |
| 1994 | Edge of Sanity    | Purgatory Afterglow           |
| 1994 | Marduk            | Opus Nocturne                 |
| 1994 | Millencolin       | Tiny Tunes                    |
| 1995 | Dark Funeral      | The Secrets of the Black Arts |
| 1995 | Dissection        | Storm of the Light's Bane     |
| 1995 | Millencolin       | Life on a Plate               |
| 1995 | Nightingale       | The Breathing Shadow          |
| 1995 | Opeth             | Orchid                        |
| 1995 | Satanic Slaughter | Satanic Slaughter             |
| 1996 | Dissection        | Where Dead Angels Lie         |
| 1996 | Edge Of Sanity    | Crimson                       |
| 1996 | Infestdead        | Killing Christ                |
| 1996 | Katatonia         | Brave Murder Day              |
| 1996 | Nasum             | Smile When You're Dead        |
| 1996 | Nightingale       | The Closing Chronicles        |
| 1996 | Opeth             | Morningrise                   |
| 1997 | Infestdead        | Hellfuck                      |
| 1997 | Millencolin       | For Monkeys                   |
| 1998 | Steel             | Heavy Metal Machine           |
| 1999 | Dan Swanö         | Moontower                     |
| 1999 | Infestdead        | Jesusatan                     |
| 2000 | Bloodbath         | Breeding Death                |
| 2001 | Karaboudjan       | Sbrodj                        |
| 2000 | Nightingale       | I                             |
| 2001 | Pain              | Shut Your Mouth               |
| 2002 | Bloodbath         | Resurrection Through Carnage  |
| 2002 | Pain              | Eleanor Rigby                 |
| 2003 | Edge of Sanity    | Crimson II                    |
| 2005 | Nightingale       | Nightfall Overture            |
| 2005 | Pain              | Nothing                       |
| 2007 | Nightingale       | White Darkness                |
| 2008 | Millencolin       | Machine 15                    |

Källa